# Raid sur Amdjereme
 (mai 2024).
Le raid sur Amdjereme est un combat qui a eu lieu à Amdjereme (en), dans l'Ouaddaï au Tchad, le 6 mars 2006, deux semaines seulement après que le Tchad et le Soudan ont signé l'accord de Tripoli dans lequel les gouvernements des deux pays se sont engagés à mettre fin à leur soutien aux rebelles opérant dans leurs pays respectifs.

## Contexte
Depuis 2003, le Tchad connaît des conflits permanents à sa frontière orientale. Cette situation a des conséquences très importantes sur la vie des Tchadiens : l'afflux de réfugiés des deux côtés de la frontière tchado-soudanaise, les incursions de groupes armés dans des villes de l’est comme Goz Beïda, Am Timan, Abéché, et même jusqu’à N'Djaména. Le gouvernement tchadien affirme que le pays est victime d’une agression soudanaise, Khartoum cherchant à chasser les populations noires de la région du Darfour et à islamiser les populations tchadiennes.

## Déroulement
Selon les forces tchadiennes, l'attaque commence lorsque les Janjawids, des miliciens soudanais, aidés par le gouvernement soudanais, traversent la frontière soudanaise vers le Tchad et attaquent le village d'Amdjereme (en). Selon le ministre tchadien des Communications, Hourmadji Moussa Doumgor, les Janjawids volent « 700 chameaux, 1 000 vaches et 1 500 moutons et autres biens appartenant à des citoyens pacifiques. Cette nouvelle attaque des Janjawids constitue une violation flagrante de l'accord de Tripoli et le gouvernement soudanais doit être tenu pour responsable ». Cette dernière incursion des milices gouvernementales soudanaises sape les efforts soutenus par l'Union africaine et la Libye pour rechercher une solution durable au conflit entre les deux pays.
Dans le rapport du gouvernement, il est indiqué que l'armée tchadienne échange des coups de feu avec les rebelles et les chasse jusqu'au Soudan. Elle récupère et restitue le bétail aux citoyens d'Amdjereme.
Le gouvernement du Tchad accuse le Soudan d'avoir soutenu les rebelles du Front uni pour le changement démocratique dans le passé, comme lors de la bataille de Borota et de la première et de la deuxième bataille d'Adré. Le président tchadien Idriss Déby est particulièrement préoccupé par les récentes défections de haut niveau au sein de l'armée tchadienne vers le Soudan. Il s'agit de la deuxième attaque dans la région en trois jours.

## Voir également
- Conflit Tchad-Soudan
  - Deuxième bataille d'Adré
  - Bataille de Borota
- Front uni pour le changement démocratique
- Mohammed Nour Abdelkerim